# Cyrtosia stuckenbergi
Cyrtosia stuckenbergi är en tvåvingeart som beskrevs av Hesse 1967. Cyrtosia stuckenbergi ingår i släktet Cyrtosia och familjen svävflugor. Inga underarter finns listade i Catalogue of Life.